# Pure Laine (compilation)
Pour les articles homonymes, voir Pure laine.
Pure Laine  est un disque compilation de chansons québécoises publié en 2005.
1. Kevin Parent : Boomerang - 3:54
2. Stefie Shock : Tout le monde est triste - 3:43
3. Luck Mervil : Vin danse - 5:05
4. Daniel Boucher : La désise - 4:56
5. Laurence Jalbert : Tomber - 4:11
6. Noir Silence : On jase de toi - 3:14
7. Gilles Valiquette : Je suis cool - :36
8. Harmonium : Un musicien parmi tant d'autres - 7:04
9. Éric Lapointe : Bobépine - 2:44
10. Marjo : Celle qui va - 3:44
11. Garolou : La complainte du maréchal Biron - 5:22
12. Offenbach : Rock de v'lours - 2:59
13. Martin Deschamps : Quand - 3:50
14. Plume Latraverse : Chez Dieu - 3:23
15. Raoul Duguay : La bitt à tibi - 6:02
16. Mononc' Serge & Anonymus : Mourir au Canada - 3:55

Durée totale : 66:53